# 法蘭西斯科·哈維爾·德·波旁
法蘭西斯科·哈維爾·德·波旁（西班牙語：Francisco Javier de Borbón，1757年2月15日—1771年4月10日），西班牙國王卡洛斯三世的幼子。
1771年，法蘭西斯科·哈維爾因天花去世，年僅14歲。死後葬在埃斯科里亞爾修道院。